# 麻建国
麻建国（1956年8月—），苗族，贵州松桃人，中华人民共和国政治人物，第十届、十一届、十二届、十三届全国政协委员。
加入中国致公党，担任致公党中央委员、江苏省无锡市主委、江苏省政协副秘书长。2008年，当选第十一届全国政协委员，代表中国致公党，分入第十一组。2013年1月麻建国当选江苏省政协副主席。2018年1月，当选第十三届全国政协委员。